# Tianyulong confuciusi
Tianyulong confuciusi (Tianyulong, zh. “drac del Museu de la Naturalesa Shandong Tianyu”) és un gènere representat per una única espècie de dinosaure ornitisqui heterodontosàurid, que va viure a mitjan període Cretaci, fa aproximadament 120 milions d'anys, en l'Aptià, en el que és avui Àsia. És notable per la fila de llargues estructures integumentarias filamentosas evidents en la part posterior, la cua i el coll del fòssil. La semblança d'aquestes estructures amb les oposades en algun teròpodes derivats recolza la seva homologia amb les plomes i augmenta la possibilitat que cobrissin als dinosaures més primerencs i als seus avantpassats, estructures filamentosas cutànies anàlogues que es poden considerar com a plomes primitives (proto-plomes).